# Laura Moisă
Laura Moisă (* 21. August 1989 in Bacău, geborene Laura Chiper) ist eine ehemalige rumänische Handballspielerin.

## Karriere
Laura Moisă spielte anfangs in ihrer Geburtsstadt bei CS Știința Bacău. Im Sommer 2011 schloss sich die Außenspielerin dem ASC Corona 2010 Brașov an. Moisă verlor mit Corona Brașov das rumänische Pokalfinale 2013, in dem sie 13 Treffer erzielte. Im Sommer 2019 wechselte sie zum Ligakonkurrenten CSM Bukarest. Mit CSM Bukarest gewann sie 2021 die rumänische Meisterschaft. Anschließend schloss sie sich dem Ligakonkurrenten CS Gloria 2018 Bistrița-Năsăud an. Nach der Saison 2021/22 beendete sie ihre Karriere.
Moisă gehörte dem Kader der rumänischen Nationalmannschaft an. Mit Rumänien gewann sie 2015 die Bronzemedaille bei der Weltmeisterschaft. Sie gehörte dem rumänischen Aufgebot für die Olympischen Spiele in Rio de Janeiro an.

## Sonstiges
Im Sommer 2019 heiratete sie den rumänischen Handballspieler Bogdan Moisă.